# Taxi (2015)
Taxi (no original em persa تاکسی‎) é um filme iraniano de ficção que simula um documentário de 2015. O filme foi dirigido e protagonizado em segredo pelo iraniano Jafar Panahi, após Panahi ter sido proibido pelo governo do Irã de realizar novos filmes por 20 anos.
O filme recebeu o Urso de Ouro no 65º Festival de Berlim, na Alemanha. Como Jafar Panahi está proibido de deixar o seu país, o troféu foi entregue nas mãos de sua sobrinha Hanna Saeidi.

## Sinopse
Taxi retrata o diretor Jafar Panahi percorrendo as ruas de Teerã fingindo ser um motorista de táxi compartilhado. Ele quer ouvir um pouco da vida de seus passageiros e recusa qualquer pagamento pelos serviços. Seus primeiros passageiros incluem um homem conservador que apoia a pena de morte e uma mulher que apoia sua abolição; um vendedor de vídeos piratas chamado Omid, que certa vez emprestou filmes estrangeiros indisponíveis no país para Panahi; um homem ferido e sua esposa que insistem em registrar um testamento devido ao pânico; e duas idosas supersticiosas que querem soltar seus peixinhos dourados em uma fonte sagrada.
Eventualmente, Panahi pega sua sobrinha, Hana, em sua escola. Ela discute sobre produção de filmes e quer o conselho de Panahi sobre a criação de um curta-metragem para um projeto escolar; sua professora falou sobre várias regras sobre a criação de filmes no Irã, incluindo evitar siahnamayi, ou retratar uma imagem sombria sobre o país. No entanto, o professor de Hana também afirmou que as pessoas devem criar filmes como avaliarem melhor. Os dois param perto de um café onde Panahi se encontra com um amigo da família que não vê há sete anos. Este último pergunta sobre um roubo que ele sofreu recentemente e seu dilema de não informar as autoridades sobre os ladrões, que ele conhece pessoalmente, pois são pobres e não têm mais nada a perder. Enquanto isso, Hana filma um caso de siahnamayi quando vê um menino que pega dinheiro que havia sido jogado na estrada por um casal de recém-casados e inicialmente se recusa a devolvê-lo.
Finalmente, Panahi e Hana se encontram com Nasrin Sotoudeh, uma advogada de direitos humanos prestes a ver a prisioneira Ghoncheh Ghavami e possivelmente convencê-la a desistir de sua greve de fome. Enquanto ajusta seu assento, Hana tropeça em uma bolsa pertencente a uma das senhoras com os peixinhos dourados. Sotoudeh decide sair mais cedo para que Panahi possa entregar a bolsa, mas não sem antes lhe dar uma rosa como um gesto de boa vontade para os cineastas. Panahi e Hana seguem para as fontes e conseguem devolver a bolsa; ao mesmo tempo em que isso acontece, dois ladrões (ou agentes do governo) saqueiam o táxi, antes do filme ser interrompido.

## Elenco

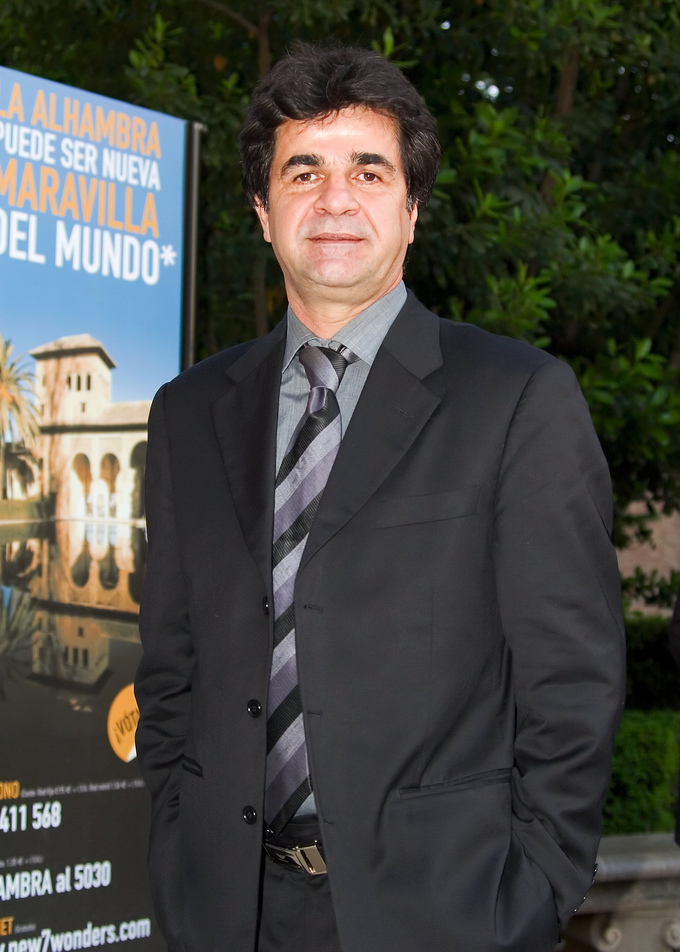
Jafar Panahi, diretor e protagonista do filme.

- Jafar Panahi - taxista/ele mesmo
- Hana Saeidi
- Nasrin Sotoudeh[4]

## Produção
Semelhante a T'am e Guilass (1997) e 10 (2002) de Abbas Kiarostami, Taxi foi descrito como "um retrato da capital iraniana, Teerã" e como um "filme semelhante a um documentário [...] ambientado em um táxi de Teerã dirigido por Panahi" com passageiros que "confidem abertamente" a Panahi. De acordo com Jean-Michel Frodon, os passageiros incluem "Homens e mulheres, jovens e velhos, ricos e pobres, tradicionalistas e modernistas, vendedores de vídeos piratas e defensores dos direitos humanos, [que se sentam] no banco do passageiro do motorista inexperiente [a quem eles se referem como] Harayé Panahi (Aghaye Panahi, آقای پناهی), 'Sr. Panahi'." Os passageiros são interpretados por atores não profissionais, cujas identidades permanecem anônimas. A advogada de direitos humanos Nasrin Sotoudeh aparece no filme. A detenção de Ghoncheh Ghavami em 2014 é discutida na penúltima cena do filme.
Assim como seus dois filmes anteriores, This Is Not a Film e Closed Curtain, o filme foi feito apesar da proibição de Panahi de fazer filmes por 20 anos. Seus dois filmes anteriores foram filmados em extremo sigilo no apartamento de Panahi e em uma casa particular. Neste filme, Panahi filmou ao ar livre nas ruas de Teerã.
Pouco depois do anúncio da estreia do filme em Berlim, Panahi divulgou uma declaração oficial na qual prometeu continuar a fazer filmes apesar da proibição e disse: "Nada me pode impedir de fazer filmes, pois quando sou levado aos cantos mais extremos, conecto-me com o meu eu interior e, em tais espaços privados, apesar de todas as limitações, a necessidade de criar torna-se ainda mais urgente."

## Lançamento
O filme estreou em competição no 65º Festival Internacional de Cinema de Berlim em 6 de fevereiro de 2015.

## Recepção da crítica
No site Rotten Tomatoes o filme tem aprovação de 96% dos críticos baseado em 89 críticas e de 80% do público. No IMDB o filme tem uma nota de 7,4.